# Крем-мёд

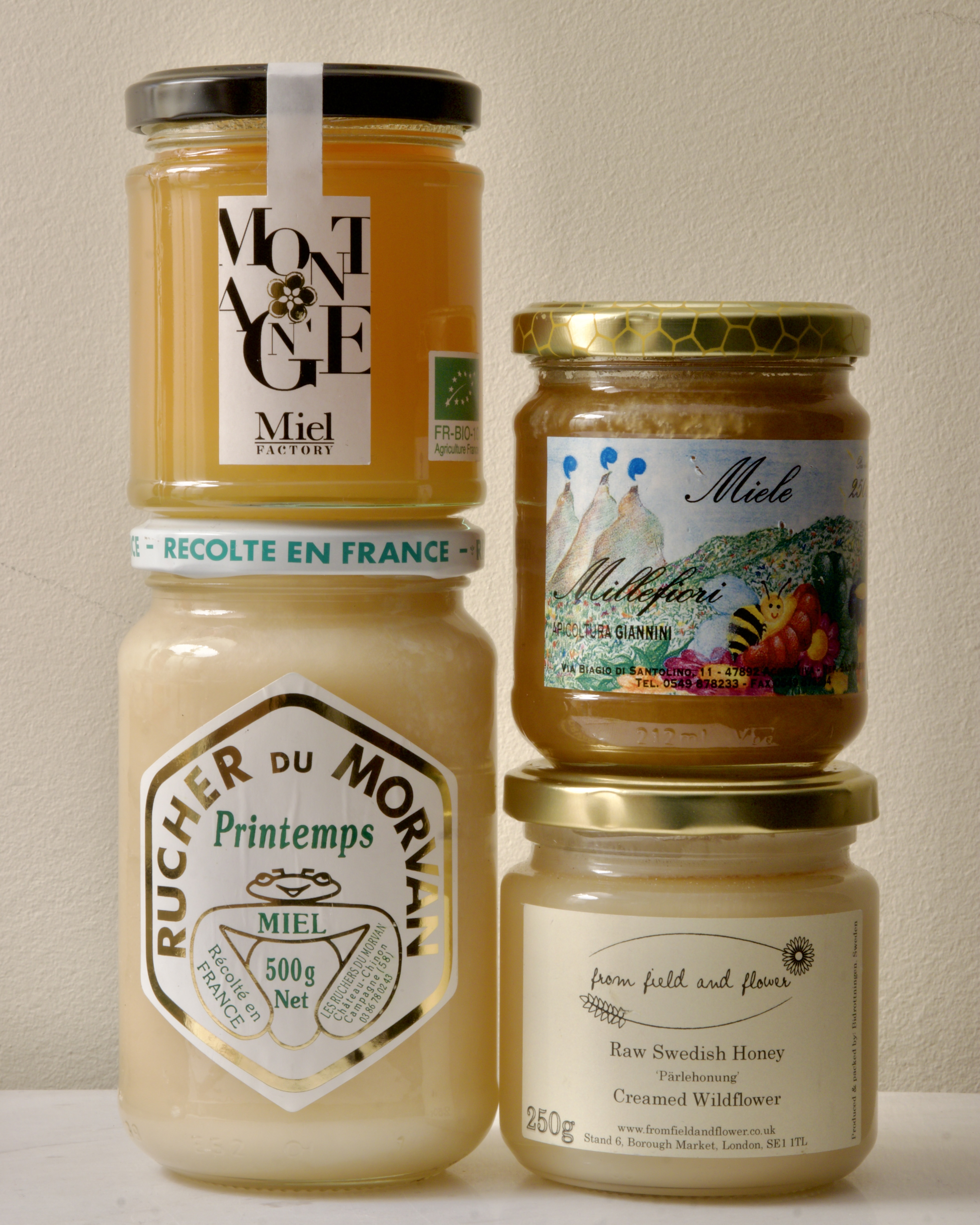
Ассорти из крем-меда в баночках

Крем-мёд — пищевой продукт, получаемый кремообразованием (взбиванием) натурального мёда для профилактики образования крупных кристаллов сахара в мёде (засахаривания).
Крем-мёд представляет собой пластичную массу с гладкой пастообразной консистенцией. В процессе взбивания сахара́, которые составляют до 80 % мёда, разбиваются на мелкие кристаллы, которые не могут превратиться в крупные, тем самым взбивание мёда позволяет избежать его кристаллизации.
Крем-мёд был изобретён профессором Элтоном Дж. Дайсом и запатентован в США в 1935 году (патент США 1987893).
Другие названия крем-мёда: взбитый мёд, мёд-помадка, вымешанный мёд.

## Методы производства
Запатентованный Элтоном Дж. Дайсом процесс взбивания мёда включает следующие этапы:
- пастеризация основной части мёда (90 %) для уничтожения дрожжей, которые могут в нём присутствовать;
- взбивание другой партии мёда (10 %);
- смешивание 10 % взбитого мёда с 90 % пастеризованного;
- выдерживание смеси при температуре 14 °C (57 °F);
- размельчение кристаллов.

За 80 лет технология создания крем-мёда претерпела изменения для повышения качества продукта и экономичности производства.
В России производить крем-мёд начали в 2000-х годах. Российские производители вносят технологические изменения в производство взбитого мёда с учётом специфики отечественных сортов.

## Свойства и использование
Кремообразный мёд приобретает новые свойства:
- не кристаллизуется;
- не застывает при низких температурах, сохраняя мягкость;
- не течёт при комнатной температуре;
- легко смешивается с иными ингредиентами в однородную массу.

Благодаря пластичности крем-мёд легко намазывается, не растекается. Его используют в качестве отдельного десерта, топпингов, применяют при выпечке кондитерских изделий. Смешение крем-мёда с различными ингредиентами позволяет добиться различных вкусовых эффектов.